# Міжнародний математичний конкурс «Кенгуру»
Конкурс «Кенгуру» — міжнародний математичний конкурс, який проводиться з метою зацікавлення школярів математикою. Конкурс проводиться щорічно у третій четвер березня країнами, які є учасницями міжнародної організації «KANGOUROU SANS FRONTIERES» або планують ними стати. Організація «KANGOUROU SANS FRONTIERES» налічує на сьогодні 46 країн. Україна вперше провела в себе конкурс 1997 року.

## Про конкурс

### «Кенгуру» у світі
На початку 80-х років XX століття Пітер Голлоран, професор математики з Сіднея, вирішив організувати новий тип гри-конкурсу для австралійських школярів: підбірку задач із варіантами відповідей, перевірку яких здійснює комп'ютер. Тисячі школярів могли взяти участь у грі одночасно. Успіх австралійського національного математичного конкурсу був надзвичайний.
У 1991 році два французьких математики вирішили провести цю гру у Франції, назвавши її «Кенгуру» на честь своїх австралійських колег. Перша гра зібрала 120 000 учнів коледжів. Пізніше конкурс охопив також школярів та ліцеїстів.
У липні 1993 року французькі організатори «Кенгуру», з метою поширення конкурсу, влаштували зустріч у Парижі для керівників математичних змагань європейських країн. Запрошені математики були вражені успіхом Франції, адже 1993 року в конкурсі взяло участь близько 500 000 учасників конкурсу.
У травні 1994 року математики Білорусі, Угорщини, Іспанії, Голландії, Польщі, Росії і Румунії вирішили започаткувати цей конкурс і у своїх країнах, що забезпечило подальший потужній успіх гри.

### «Кенгуру» в Україні
У 1997 вперше було проведено конкурс-гру «Кенгуру» на базі кількох шкіл Старосамбірського району Львівської області та Львівського фізико-математичного ліцею при Львівському національному університеті ім. Івана Франка, викладач якого Євген Пенцак був першим координатором гри «Кенгуру» в Україні. Завдяки його зусиллям і викладачів кафедри математики ліцею та при підтримці вчителів-ентузіастів із різних областей України конкурс став бажаним гостем у багатьох українських школах, ліцеях, гімназіях. Тепер це наймасовіше математичне та інтелектуальне змагання серед школярів нашої держави. Майже півмільйона учасників зібрав і об'єднав конкурс трохи менше ніж 20 років тому. Вагому підтримку та сприяння конкурс отримав з боку відділу роботи з обдарованою молоддю Науково-методичного центру середньої освіти Міністерства освіти та науки України. На сьогодні до складу оргкомітету конкурсу «Кенгуру» входять: Борис Кремінський, Андрій Добосевич, Мар'ян Добосевич, Олесь Добосевич, Роман Кокорузь, Оксана Таратула.

### «KANGOUROU SANS FRONTIERES»

Логотип KSF

У липні 1994 року на Раді Європи в Стразбурзі Генеральна асамблея зареєструвала асоціацію «KANGOUROU SANS FRONTIERES» (KSF), що перекладається як «Кенгуру без кордонів», у яку ввійшло 10 країн. Девізом було обрано вислів — «Maths pour tous» (Математика для всіх). На сьогодні асоціація об'єднує учасників з-понад 45 країн.
Щорічно KSF проводить конференцію країн-учасниць конкурсу — KSF Meeting. Протягом конференції узгоджується дата проведення наступного конкурсу (зазвичай це третій четвер березня) і складаються тексти завдань для п'яти вікових категорій: Ecolier (3-4 класи), Benjamin (5-6 класи), Cadet (7-8 класи), Junior (9-10 класи) і Student (11 клас). Завдання обираються із пакетів, що були попередньо надіслані країнами учасницями. Мовами проведення конференції вважаються англійська і французька. Роботою конференції керує головне борд асоціації, склад якого обирають раз на три роки.

#### Склад борду асоціації KSF у 2015 році[1]
Президент
- Ґреґор Долінар, товариство математиків, фізиків та астрономів Словенії, Любляна (Словенія)

Віце-президент і секретар
- Луїс Касерас, товариство математичних олімпіади Пуерто-Рико, Маягуес (Пуерто-Рико)

Віце-голови
- Андрій Добосевич, Львівський фізико-математичний ліцей, Львів (Україна)
- Сюзан Женов, Гетеборзький університет, Гетеборг (Швеція)

Члени борду
- Марта Беріні, математичне товариство Каталонії, Каталонія, Барселона (Іспанія)
- Александер Юнгер, Гумбольдтський університет Берліна, Берлін (Німеччина)
- Жан-Філіп Деледік, асоціація «Kangourou des mathematiques», Париж (Франція)
- Роберт Гертшлягер, асоціація «Känguru der Mathematik in Österreich», Грац (Австрія)

Почесний президент
- Андре Деледік, асоціація «Kangourou des mathematiques», Париж (Франція)

#### Минулі щорічні конференції «KSF Metting»[2]
| Рік  | Країна          | Місто      | Дата проведення       | К-ть країн |
| ---- | --------------- | ---------- | --------------------- | ---------- |
| 2014 | Пуерто-Рико     | Сан-Хуан   | 12-16 листопада       | 61         |
| 2013 | Велика Британія | Единбург   | 31 жовтня-2 листопада | 60         |
| 2012 | Кіпр            | Протарас   | 31 жовтня-4 листопада | 57         |
| 2011 | Словенія        | Блед       | 19-23 жовтня          | 51         |
| 2010 | Грузія          | Тбілісі    | 13-16 жовтня          | 50         |
| 2009 | Білорусь        | Мінськ     | 29-31 жовтня          | 45         |
| 2008 | Німеччина       | Берлін     | 16-19 жовтня          | 42         |
| 2007 | Австрія         | Грац       | 18-21 жовтня          | 36         |
| 2006 | Іспанія         | Барселона  | 11-15 листопада       | 36         |
| 2005 | Болгарія        | Боровець   | 2-6 листопада         | 36         |
| 2004 | Німеччина       | Берлін     | 13-17 листопада       | 31         |
| 2003 | Франція         | Париж      | 6-9 листопада         | 28         |
| 2002 | Італія          | Ріміні     | 17-20 листопада       | 27         |
| 2001 | Румунія         | Синая      | 8-11 листопада        | 26         |
| 2000 | Швейцарія       | Челаковіци | 19-22 листопада       | 26         |
| 1999 | Іспанія         | Вальядолід | 22-24 листопада       | 24         |
| 1998 | Словенія        | Любляна    | 6-8 жовтня            | 20         |
| 1997 | Угорщина        | Будапешт   | 6-9 жовтня            | 19         |
| 1996 | Польща          | Торунь     | 14-15 грудня          | 13         |
| 1995 | Нідерланди      | Ейндговен  | 9-10 грудня           | 12         |
| 1995 | Франція         | Париж      | 14-15 січня           | 8          |
| 1994 | Франція         | Стразбург  | 13-15 липня           | 8          |
| 1993 | Франція         | Париж      | 13-15 травня          | 8          |

#### Заплановані щорічні конференції «KSF Metting»[2]
| Рік  | Країна    | Місто    | Дата проведення |
| ---- | --------- | -------- | --------------- |
| 2018 | Литва     | Вільнюс  |                 |
| 2017 | Швейцарія | Люцерн   | 11-15 жовтня    |
| 2016 | Україна   | Львів    | 25-30 жовтня    |
| 2015 | Швеція    | Гетеборг | 14-18 жовтня    |

## Порядок проведення конкурсу
Правила проведення

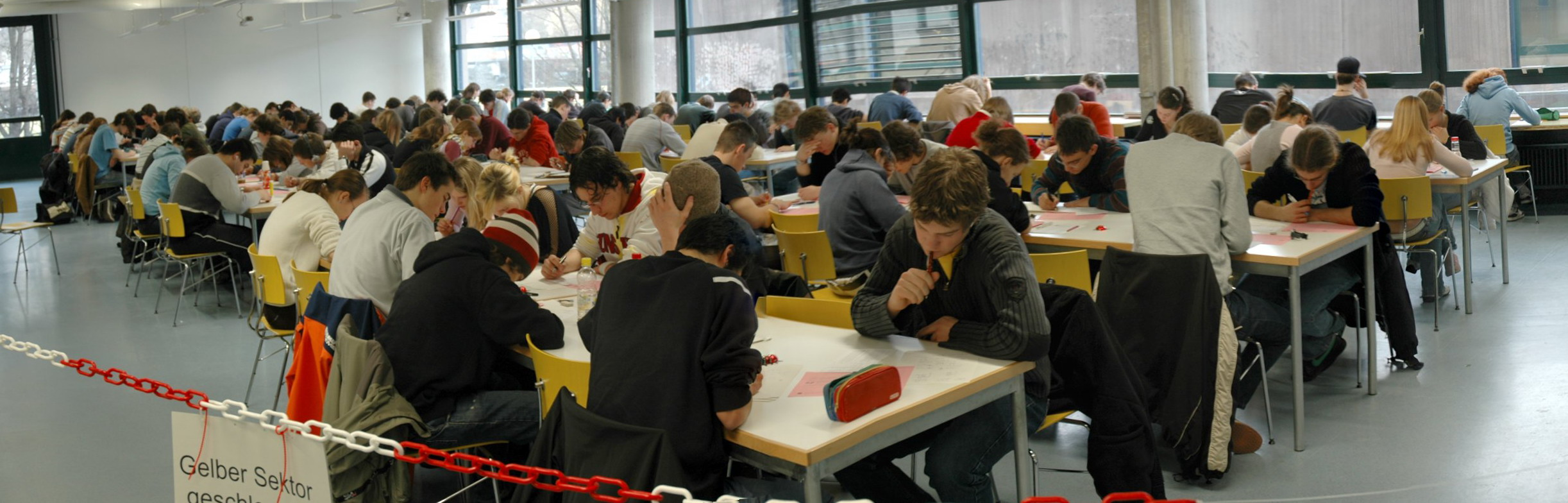
School students during the Kangaroo in Germany in 2006

Конкурс «Кенгуру» проводиться на благочинній основі, для учнів 2 — 11 класів загальноосвітніх навчальних закладів. Для того, щоб зареєструватися у конкурсі учневі необхідно, до початку січня поточного року зареєструватися у шкільного чи регіонального координатора. Якщо ви, викладач і бажаєте провести конкурс у себе в школі вам необхідно надіслати заявку на участь конкурсі на адресу Центрального оргкомітету конкурсу «Кенгуру» згідно з формою або зв'язатися з вашим регіональним координатором.
Конкурс проводиться в шести вікових групах:
- Малюк 2 — для учнів 2 класів;
- Малюк 3,4 — для учнів 3 — 4 класів;
- Школярик — для учнів 5 — 6 класів;
- Кадет — для учнів 7 — 8 класів;
- Юніор — для учнів 9 — 10 класів;
- Випускник — для учнів 11 класів.

Учням, що закінчили класи з поглибленим вивченням математики, пропонуються завдання вищого рівня складності.
Конкурс проводиться в один день в усіх регіонах України за однаковими завданнями для кожної вікової групи. Місцеві осередки проведення конкурсу отримують завдання за кілька днів до його початку. Конверти із завданнями відкриваються в день проведення конкурсу в присутності учасників. Кількість аркушів із завданнями та бланків відповідей висилається згідно з заявкою про участь.
Перед початком конкурсу координатором проводиться детальний інструктаж учасників щодо правил проведення конкурсу та заповнення бланку відповідей, який надсилається разом із завданнями. Усі вчителі, що проводять конкурс у даному навчальному закладі, підписують доданий документ, у якому зобов'язуються провести конкурс згідно з даними правилами. У разі відсутності такого документу роботи учнів даного навчального закладу можуть бути вилучені з перевірки. Головна вимога до координаторів та учасників конкурсу — самостійна та чесна робота над завданнями.
Учасники конкурсу сидять за партами по одному. Користуватися калькулятором, підручниками та математичними таблицями категорично забороняється, розрахунки та обчислення проводяться лише на чистому аркуші паперу. Кожен учасник конкурсу отримує аркуш із завданням, який потім залишає собі, та бланк відповідей учасника, який після закінчення конкурсу віддає координаторові; Конкурс триває 75 хвилин — час на розв'язування завдань без урахування тривалості інструктажу.
Після закінчення роботи над завданнями координатор збирає всі бланки відповідей разом з реєстраційними бланками для учнів та вчителів, запаковує в конверт, скріплює печаткою школи в присутності кількох спостерігачів (учасників конкурсу) і висилає на адресу Центрального оргкомітету з поміткою «Кенгуру». Кожен учасник та координатор конкурсу може висловити у письмовій формі свої зауваження щодо проведення конкурсу. З будь-яких питань щодо проведення конкурсу можна звертатися на адресу Центрального організаційного комітету з проведення конкурсу в Україні.

### Оцінювання результатів
На спеціальному бланку відповідей необхідно вказати лише одну правильну відповідь. Якщо вибрано дві й більше відповідей на одне завдання, то відповідь вважається неправильною. Неправильна відповідь або її відсутність оцінюється в 0 балів. Максимальна кількість балів, яку може отримати учасник: для учнів 2 класів — 60 балів; для учнів 3 — 4 класів — 96, для учнів 5- 11 класів — 120 балів. Основним критерієм оцінювання результату є сумарна кількість балів, набрана одним учасником.

### Приклади задач
| Вождь індіанців має сокирку, стріли, він взутий у чобітки. Його син має стріли, не має топірця, він босоногий. На якому малюнку зображений вождь індіанців з сином? |    |    |    |    |
| А: | Б: | В: | Г: | Д: |
| |    |    |    |    |

| Аня купила квиток з місцем № 100 у кінопалац, де місця пронумеровані так, як це показано на малюнку: праворуч крісла з парними номерами, ліворуч — з непарними.                            |         |         |          |          |
| |         |         |          |          |
| У касі залишилось лише 5 квитків: № 74, № 94, № 99, № 104 та № 118. Наталка хоче переглянути той самий фільм, і купити квиток з місцем найближчим до Ані. Який квиток треба купити Наталі? |         |         |          |          |
| А: № 74 | Б: № 94 | В: № 99 | Г: № 104 | Д: № 118 |

| Паперову смужку тричі перегнули навпіл, а потім повністю розгорнули, отримавши на смужці сім згинів угору або вниз. Яке із запропонованих зображень смужки не можна отримати таким способом? |
| А: |
| Б: |
| В: |
| Г: |
| Д: |

| Нехай дійсні числа {\displaystyle \ a,b,c} задовольняють систему нерівностей {\displaystyle {\begin{cases}\left({\dfrac {\pi }{3}}\right)^{a}<\left({\dfrac {\pi }{3}}\right)^{b}\\\left({\dfrac {\pi }{4}}\right)^{b}<\left({\dfrac {\pi }{4}}\right)^{c}\\\end{cases}}} {\displaystyle \ (\pi \approx 3,14)} Тоді НЕМОЖЛИВИМ є виконання нерівності: |
| А: {\displaystyle \ a<c<b} |
| Б: {\displaystyle \ c<a<b} |
| В: {\displaystyle \ a=c<b} |
| Г: {\displaystyle \ a<b<c} |
| Д: {\displaystyle \ -b<-c<-a} |

## Табори та семінари

### Табори для переможців конкурсу «Кенгуру»

Учасники літнього табору для переможців конкурс «Кенгуру» (смт. Лівадія, 2010 р.)

Оргкомітетом конкурсу за сприяння Міністерства освіти і науки України та Міністерства освіти і науки Автономної Республіки Крим проводяться математичні табори для переможців конкурсу «Кенгуру» у мальовничому містечку Лівадія поблизу Ялти (у липні), а також на базі санаторії «Яремче» мальовничих Карпатах (у серпні). Для учасників організовуються екскурсії до Лівадійського та Воронцовського палаців, пішохідна прогулянка до Ластівчиного гнізда або підйом на найвищу вершину Українських Карпат Говерлу. Під час літнього табору учні мають нагоду взяти участь у літньому турі конкурсу «Кенгуру», заочній математичній командній або особистій олімпіаді, а також різного роду вікторинах та змагання. Переможців нагороджують спеціальними призами.

### Семінари для координаторів конкурсу «Кенгуру»
Конкурс «Кенгуру» має на меті не лише зацікавити дітей математикою, — це і спроба об'єднати навколо вирішення спільних проблем вчителів математики з різних областей України. Зустрічаючись на щорічних семінарах, які теж проводить оргкомітет конкурсу, вчителі діляться досвідом, слухають цікаві лекції своїх колег. Саме тут щороку обговорюються і шліфуються нові задачі для наступного конкурсу, авторами яких здебільшого є самі його учасники. Найцікавіші задачі оргкомітет конкурсу щороку надсилає до Міжнародного організаційного комітету, на засіданні якого досвідчені математики, що представляють кожну країну-учасницю, формують пакет завдань для майбутнього змагання. І вже потім ці задачі повертаються у вигляді завдань конкурсу. Зокрема, уже стали традицією щорічні семінари у червні в санаторії «Яремче», де учасники-викладачі мали змогу не лише насолоджуватися мальовничими краєвидами Карпат, а й прослухати змістовні лекції та доповіді координаторів від кожної області зокрема, поспілкуватися між собою.

## Виноски
1. ↑  Склад борду асоціації «KANGOUROU SANS FRONTIERES». Архів оригіналу за 13 квітня 2015. Процитовано 7 квітня 2015.
2. 1 2  Список конференцій «KSF Metting». Архів оригіналу за 13 квітня 2015. Процитовано 7 квітня 2015.